# كالسينايا
كالسينايا (باللاتينية: فيكوس فيتريوس) هي كومونا وبلدة في مقاطعة بيزا في منطقة توسكانا الإيطالية ، وتقع على بعد حوالي 50 كيلومترا (31 ميل) غرب فلورنسا وحوالي 20 كيلومترا (12 ميل) شرق بيزا.

## الحدود
تقع كالسينايا على حدود البلديات التالية: بينتينا ، كاسينا ، بونتيديرا ، سانتا ماريا  مونتي ، فيكوبيسانو.، وتعتبر مدينة فورناسيت في مقاطعة كالسينايا.

## تاريخ
تأسست كالسينايا قبل العام الألف على الضفة اليمنى لنهر أرنو باسم فيكو فيتريوس، والاسم الحالي يشهد عليه من عام 1193، في ذلك الوقت كانت إقطاعية من كونتات فوتشيكيو ، التي حلت محلها لاحقا عائلة أبيزينغي غيبيلين في بيزا.
وتنافست عليا جمهوريتي بيزا ولوكا لقرون ، وتم غزوها لاحقا من قبل فلورنسا في القرن الخامس عشر، في عام 1555 ، كان لدى الدوق الأكبر كوزيمو الأول دي ميديشي أعمال هيدروليكية بنيت هنا لتنظيم فيضانات أرنو ، وهي خطوة عززت الزراعة في المنطقة.
وفي منطقة ساردينا ، تعد كنيسة سانت ستيفن نقطة الجذب الرئيسية.

## مدن مشابهة
فيلانوفا، إسبانيا
نوفس، فرنسا
إيميلي، فرنسا
كما وقعت كالسينايا اتفاقيات صداقة مع:
هوبستن، ألمانيا
باولا، مالطا